# Alain Billard
Alain Charles Billard (* 1944 in Kairo; † 12. Dezember 2007 in Ferrara) war ein französischer Gesangspädagoge und Opernsänger. Er erhielt seine musikalische Ausbildung zunächst in Ägypten und später in Italien bei bekannten Gesangslehrern wie Mario Del Monaco und Giacomo Lauri-Volpi. Trotz anfänglicher Schwierigkeiten in seiner Opernkarriere etablierte sich Billard als angesehener Gesangslehrer in Italien, wo er an renommierten Institutionen unterrichtete und zahlreiche erfolgreiche Sänger ausbildete.

## Frühe Jahre und Ausbildung
Alain Charles Billard wurde 1944 in Kairo geboren. Seine frühen Jahre waren geprägt von den multikulturellen Einflüssen Ägyptens, wo er als Sohn französischer Eltern aufwuchs. Schon in jungen Jahren zeigte sich sein musikalisches Talent, insbesondere seine Begabung für den Gesang.
Seine erste formelle Gesangsausbildung erhielt Billard in Ägypten, wo er zunächst privaten Unterricht nahm. In den 1960er Jahren verließ er Ägypten, um seine Studien in Europa fortzusetzen. Er reiste nach Italien, das damals als Zentrum der Opernwelt galt, um sich dort weiterzubilden.
In Italien studierte Billard bei renommierten Gesangspädagogen. Zu seinen wichtigsten Lehrern zählten Mario Del Monaco und Giacomo Lauri-Volpi, zwei der bedeutendsten Tenöre ihrer Zeit. Del Monaco war bekannt für seine kraftvolle Stimme und dramatische Interpretationen, während Lauri-Volpi für seine Technik und Stimmkontrolle geschätzt wurde. Von beiden lernte Billard unterschiedliche Aspekte der Gesangskunst.
Trotz seiner beeindruckenden stimmlichen Anlagen stellte sich heraus, dass Billard Schwierigkeiten hatte, seine Stimme den Anforderungen des Operngesangs anzupassen. In einem Interview mit der italienischen Musikzeitschrift Musica aus dem Jahr 1985 erwähnte Billard, dass er trotz intensiver Bemühungen keinen Lehrer fand, der ihm half, seine "überwältigende dramatische Stimme" für die Opernbühne zu formen. Diese Herausforderungen führten dazu, dass Billard seine Karrierepläne als Opernsänger überdachte. Er begann, sich intensiv mit Gesangstechnik und -pädagogik auseinanderzusetzen. In den 1970er Jahren ließ er sich schließlich in Ferrara nieder, wo er am Circolo Amici della Musica Frescobaldi als Gesangslehrer zu arbeiten begann.

## Karriere

### Operngesang
Obwohl Billard über eine beeindruckende dramatische Tenorstimme verfügte, gestaltete sich der Beginn seiner Opernkarriere zunächst schwierig. Er hatte Schwierigkeiten, einen geeigneten Lehrer zu finden, der ihm helfen konnte, seine Stimme optimal für die Anforderungen des Operngesangs zu entwickeln. Nach einigen Rückschlägen widmete er sich intensiv dem Studium der Gesangstechnik.

### Gesangspädagogik
In den 1990er Jahren verlagerte Billard seinen Schwerpunkt zunehmend auf die Lehrtätigkeit. Er unterrichtete an der Fondazione Arturo Toscanini in Parma sowie am Circolo Amici della Musica Frescobaldi in Ferrara. Seine Lehrmethode erwies sich als äußerst effektiv und zog sowohl junge Studenten als auch etablierte Sänger an, die ihre Technik verbessern wollten.
Zu Billards bekanntesten Schülern zählen die Mezzosopranistin Sonia Ganassi, die Sopranistin Anna Caterina Antonacci, die Tenöre Javier Hagen, Leonardo Galeazzi, Marco Borella sowie der weltberühmte Tenor Andrea Bocelli. Insbesondere Bocelli profitierte von Billards Unterricht während seiner frühen Karriere, als er neben seinem Jurastudium Gesangsunterricht nahm.
Billards Expertise als Gesangslehrer war in der italienischen Opernwelt hoch angesehen. Er wurde häufig zu Meisterkursen und Fortbildungen eingeladen und galt als einer der führenden Gesangstechniker Italiens seiner Zeit.

## Letzte Jahre
Am 12. Dezember 2007 verstarb Alain Billard in Ferrara im Alter von 63 Jahren nach einem jahrelangen Kampf gegen einen bösartigen Gehirntumor, der keine Hoffnung ließ. Er hinterlässt seine japanische Frau und viele „Waisen“ unter den italienischen Gesangskünstlern.